# NGC 2864
NGC 2864 is een spiraalvormig sterrenstelsel in het sterrenbeeld Waterslang. Het hemelobject werd op 6 maart 1864 ontdekt door de Duitse astronoom Albert Marth.

## Synoniemen
- MCG 1-24-20
- ZWG 34.44
- IRAS 09216+0609
- PGC 26644